# Лыпья (приток Уролки)
Лыпья — река в России, протекает в Соликамском районе Пермского края. Устье реки находится в 50 км по правому берегу реки Уролка. Длина реки составляет 16 км.
Исток реки в лесном массиве на водоразделе Уролки и Лысьвы в 50 км к северо-западу от Соликамска. Река течёт на север, всё течение проходит по ненаселённому лесу. Притоки — Зенка (левый), Сирья (правый).

## Данные водного реестра
По данным государственного водного реестра России относится к Камскому бассейновому округу, водохозяйственный участок реки — Кама от водомерного поста у села Бондюг до города Березники, речной подбассейн реки — бассейны притоков Камы до впадения Белой. Речной бассейн реки — Кама.
По данным геоинформационной системы водохозяйственного районирования территории РФ, подготовленной Федеральным агентством водных ресурсов:
- Код водного объекта в государственном водном реестре — 10010100212111100004006
- Код по гидрологической изученности (ГИ) — 111100400
- Код бассейна — 10.01.01.002
- Номер тома по ГИ — 11
- Выпуск по ГИ — 1